# Hans Schulz (Fußballspieler, 1942)
Hans Schulz (* 4. Dezember 1942 in Halle (Saale)) ist ein ehemaliger Fußballspieler. Von 1999 bis 2016 war er Aufsichtsratsmitglied der Werder Bremen GmbH & Co. KGaA. Sein Vater war Fred Schulz, Trainer des DDR-Meisters von 1952, Turbine Halle, der von 1953 bis 1958 Werder Bremen trainierte.

## Karriere

### Vereine
Als Hans Schulz zehn Jahre alt war, flüchtete die Familie – neben Hans und seinen Eltern auch sein Bruder Fred – aus der DDR in den Westen. Die Familie wurde in Bremen heimisch, wo Schulz bereits in seiner Jugend ab 1953 bei Werder Bremen spielte. 1964 stieg er in den Kader der ersten Mannschaft auf. In seiner ersten Saison in der Bundesliga stand er in 19 Partien auf dem Platz. Am Ende der Saison 1964/65 gewann er mit den Bremern unter Trainer „Fischken“ Multhaup den Deutschen Meistertitel. Dadurch konnte Schulz in der Folgesaison in drei Spielen des Europapokals internationale Erfahrung sammeln. Nach zwölf Bundesliga-Einsätzen und einem vierten Platz in der Saison 1965/66, in der er unter anderem beim 3:1-Sieg der Bremer im Volksparkstadion über den Gastgeber Hamburger SV Mittelstürmer spielte und einen Treffer erzielte, wechselte Hans Schulz als erster Werder-Profi zum HSV. Uwe Seeler hatte den jungen Spieler angeworben und ihm einen Vorvertrag mit Hannover 96 ausgeredet. Das DFB-Sportgericht musste über eine Ablösesumme für Schulz befinden, da sich beide Vereine nicht einigen konnten; sie lag schließlich bei den vom SV Werder geforderten 100.000 D-Mark.
Schulz spielte fünf Jahre lang beim HSV neben seinem nicht verwandten Namensvetter Willi Schulz, mit dem er auf Reisen das Zimmer teilte und von dem er „viel gelernt“ hat. Mit den Hamburgern, bei denen er als Halbstürmer oder offensiver Mittelfeldspieler eingesetzt wurde, gelang ihm in der Saison 1970/71 mit dem fünften Platz die beste Platzierung. Im DFB-Pokal erreichte er mit dem Hamburgern 1967 das Finale, in dem sie gegen den FC Bayern München mit 0:4 unterlagen. Da die Münchener 1967 auch den Europapokal der Pokalsieger gewannen, durften die Hamburger in der folgenden Saison ebenfalls im Europapokal mitspielen. Dort unterlag der HSV erst im Finale dem AC Mailand; Hans Schulz hatte einschließlich des Halbfinales an allen neun Spielen mitgewirkt und zwei Tore erzielt, im Finale war er allerdings nicht dabei.
1971 wechselte Schulz nach Düsseldorf, wo die Fortuna gerade in die Bundesliga zurückgekehrt war. Nach Platz 13 in seiner ersten Saison erreichte er mit den Düsseldorfern 1972/73 und 1973/74 jeweils den dritten Platz. Zum Abschluss seiner Karriere spielte Schulz noch zwei Saisons bei Alemannia Aachen in der zweiten Liga. Zuletzt spielte er in der Saison 1976/77 für den VSK Osterholz-Scharmbeck. Insgesamt wirkte Hans Schulz in 214 Spielen in der ersten Bundesliga mit, in denen er 39 Tore schoss. Dazu kamen 49 Spiele in der zweiten Bundesliga mit sieben Toren und 20 Einsätze im DFB-Pokal.

### Nationalmannschaft
Schulz kam einzig am 25. Mai 1965 für die U23-Nationalmannschaft zum Einsatz; beim 1:0-Sieg über die Auswahl Englands in Freiburg im Breisgau erzielte er den Siegtreffer.

## Erfolge
Werder Bremen
- Deutscher Meister: 1965

## Sonstiges
Hans Schulz wurde 1999 Mitglied des Aufsichtsrats des SV Werder was er bis 2016 blieb.
Der gelernte Textilkaufmann betrieb später gemeinsam mit seinem Bruder ein Reiseunternehmen in Bremen.